# Rezerwat przyrody Bukowy Las
Bukowy Las – rezerwat przyrody znajdujący się na terenie gminy Narol, w powiecie lubaczowskim w województwie podkarpackim. Leży w obrębie Parku Krajobrazowego Puszczy Solskiej.
Rezerwat utworzony został w 1998, powierzchnia według aktu powołującego to 86,29 ha.
numer według rejestru wojewódzkiego – 63
dokument powołujący – Dz.U. z 1998 r. nr 161, poz. 1083
rodzaj rezerwatu – leśny
przedmiot ochrony (według aktu powołującego) – kompleks lasów bukowych o wysokim stopniu naturalności